# Domenico Annibali
Répertoire
Händel, Hasse, Porpora
Scènes principales
Opéra royal de Dresde ; Théâtre Capranica de Rome ; Royal Opera House of London
Domenico Annibali, connu également sous le surnom de Domenichino est un contralto italien né à Macerata en 1705 et mort à Rome en 1779.

## Biographie
Né à Macerata dans les Marches italiennes en 1705, Annibali fait sa première apparition à Rome à vingt ans dans une œuvre de Nicola Porpora, et apparait à diverses reprises en 1726 dans cette même ville.
Tout comme Casimiro Pignotti, Rocchetti et Bindi, Domenichino bénéficie d'une excellente éducation musicale payée par l'électeur de Saxe, dès 1725. Cette formation le mène notamment à Bologne auprès de Bernacchi et Venise, où il chante en 1727 dans L'incostanza schernita d'Albinoni avec Fabri, la Gasparini et Antonio Pasi, puis en 1729 dans Adelaide d'Orlandini avec Senesino, Bordoni, Baldi et Anna Caterina Dalla Parte, puis dans les théâtres de Venise de 1727 à 1729.

### À la cour de Saxe
Vers la fin de l'année 1729, un poste lui est offert à l'Opéra royal de Dresde, à la chapelle musicale et au théâtre de la cour, alors dirigés par le compositeur Johann Adolf Hasse.
Il fait ses débuts le 13 septembre 1731 comme protagoniste de l'opéra Cléofide de Hasse, aux côtés de l'épouse de ce dernier, la célèbre prima donna Faustina Bordoni.

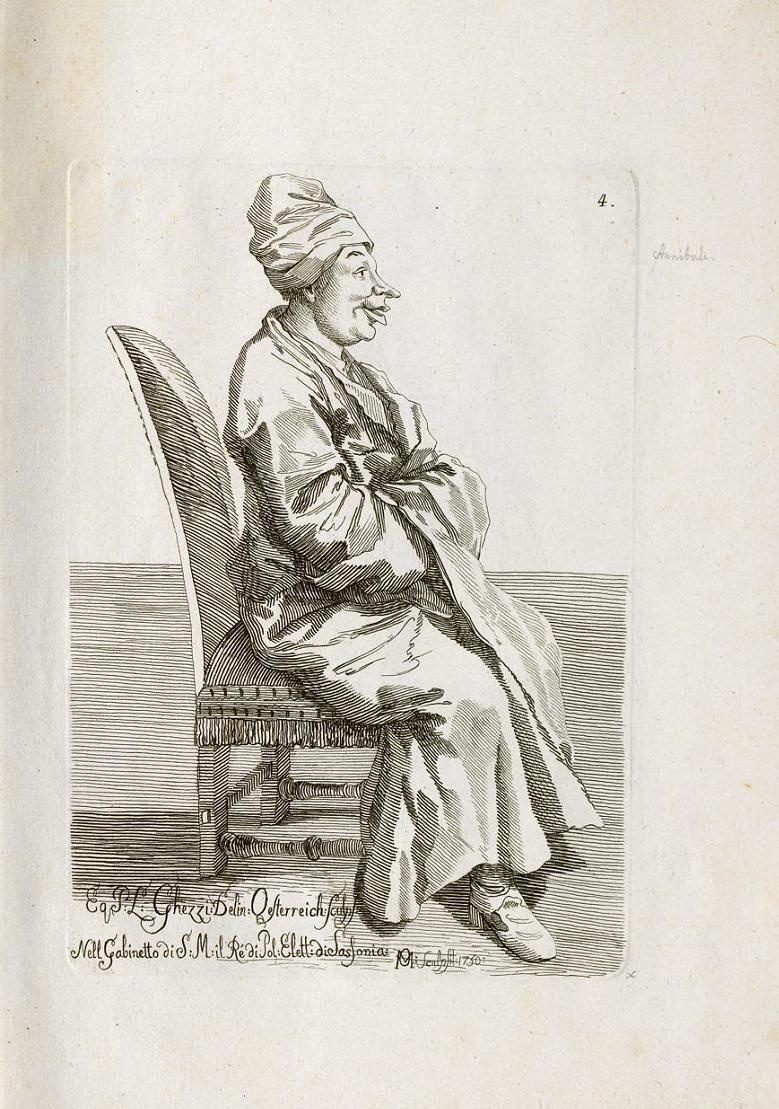
Caricature d'Annibali par Ghezzi

Il chante également dans Cajo Fabricio de Hasse (1734), dans Titus Vespasien, Demetrius, Lucio Papirio, Arminio, Semiramide, Demofoonte et Hadrien en Syrie.
Le 18 juillet 1747, il chante le rôle-titre de Filandro di Porpora lors d'une représentation en l'honneur de l'anniversaire de la princesse Maria Antonia Walpurga de Bavière.
Alors qu'il travaille à l'Opéra de Dresde, Annibali est autorisé à se produire en tant qu'artiste invité dans de nombreux autres théâtres internationaux. Ainsi fait-il des apparitions à Rome en 1730, 1732 et 1739 ; Sa performance lors de la première de Germanico in Germania de Porpora au Teatro Capranica en février 1732 fest resté dans les annales.

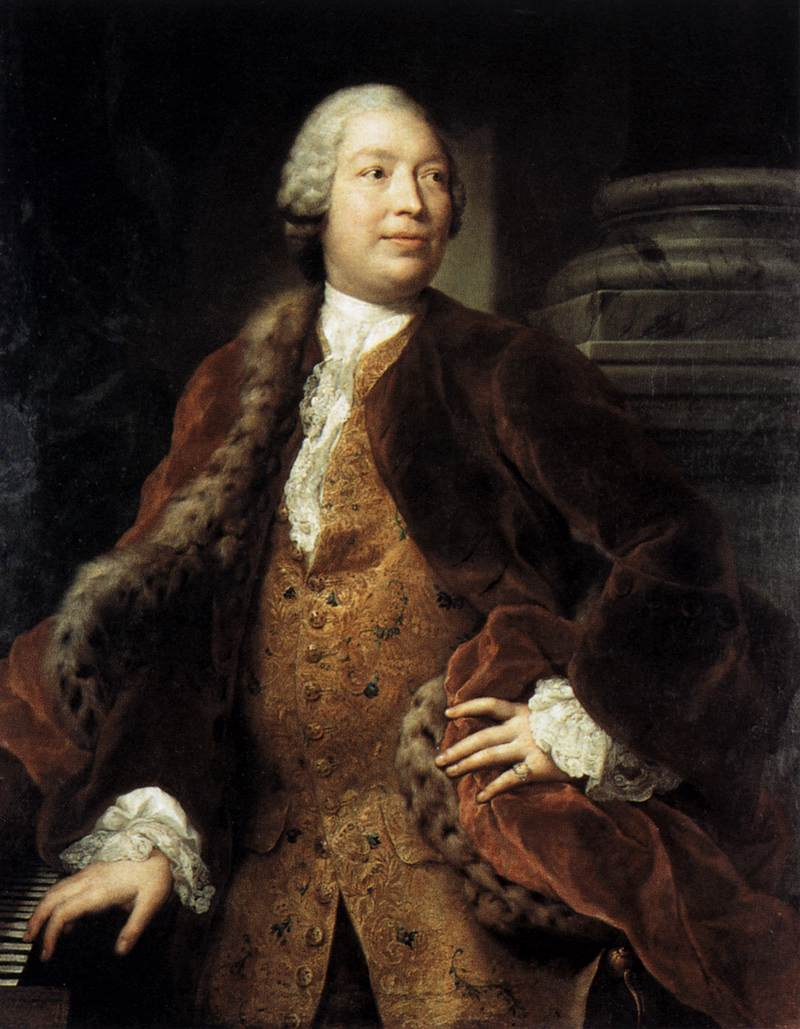
Domenico Annibali, 1750, portrait d'Anton Raphael Mengs

En 1731, il remporte un grand triomphe à Vienne dans le rôle-titre de Demetrio d'Antonio Caldara, ce qui lui vaut l'admiration de Pietro Metastasio.
D'octobre 1736 à juin 1737, il devient membre de la compagnie d'opéra de Georg Friedrich Haendel à la Royal Opera House de Londres ; il fait des débuts sensationnels au théâtre le 8 décembre dans le rôle-titre de Poro de Georg Friedrich Haendel.  Il tient des rôles dans les premières mondiales de trois opéras du même Haendel : les rôles-titres dans Arminio (12 janvier 1737) et Giustino (16 février 1737), et le rôle de Demetrio dans Berenice (18 mai 1737).
Il chante également dans les avant-premières de la cantate Semper portatore di gloria de Haendel, dans le pasticcio Didone abbandonata et dans la version révisée du trionfo del tempo ; et dans les reprises de Partenope, du Festin d'Alexandre et d'Esther. De retour à Dresde en 1738, avec un salaire de 1 500 thalers, grâce aux bons offices de l'ambassadeur saxon JA von Loss et du ministre anglais Harrington, Annibali ne quitte plus guère cette ville jusqu'en 1764.

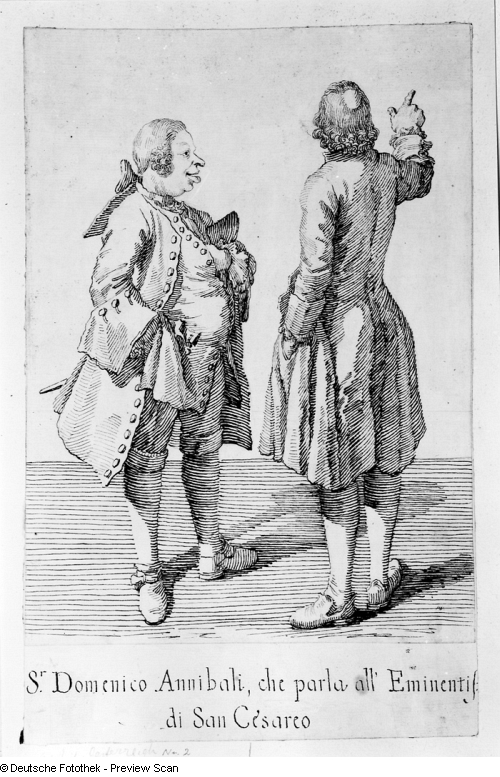
Autre caricature de Ghezzi de Signor Annibali conversant avec son Éminence de San Cesarco.

En 1739, il revient à Rome, où son interprétation contribue au succès de l'opéra Astarto de D. Terradellas.
Il revient de nouveau à Rome durant l'été 1749 pour son propre plaisir, comme le confirme une note manuscrite sur la caricature que le peintre Pier Leone Ghezzi a faite de lui.
À Dresde, il continue à interpréter des œuvres de Hasse : il termine sa carrière lyrique le 17 janvier 1752 en interprétant l'opéra Adriano in Siria du compositeur allemand.

### Retraite et dernières années
Le 28 février 1764, Annibali se retire de la scène, avec une pension et un décret de reconnaissance, en latin et en allemand, « de chanteur de chambre de Sa Majesté le roi de Pologne et électeur de Saxe », pour son service à la chapelle musicale de la cour saxonne.
En 1776, il revient à Macerata, mais s'installe à Rome trois ans plus tard où il meurt complètement étranger au nouveau milieu musical. Il a également été actif en tant que professeur de chant au cours de sa vie. L'un de ses élèves les plus célèbres était le compositeur ukrainien Timofiy Bilohradsky.

## Actualité
En 2016, est sorti le disque chez Panclassic : Arias for Domenico Annibali avec le contre-ténor Flavio Ferri Benedetti avec des compositions de Nicola Antonio Porpora, Johann Adolf Hasse, Giovanni Alberto Ristori.